# 과장
과장(誇張, exaggeration)은 어떤 사물을 실제보다 더욱 크게, 혹은 아주 작게 표현함으로써 인상을 두드러지게 하는 강조의 기교이다. 기발한 착상을 통하여 상대방으로 하여금 그 말에 묘미를 느껴 공감하도록 한다는 면에서 바람직한 방법이다. 하지만 과장이 너무 지나치면 오히려 그 느낌을 감소시키거나 불신하게 한다. 과장도 멋지고 자연스러워야 한다. 그것을 잘 해내는 것이 바로 기교이다.

## 일상 및 정신병 상황에서의 과장
과장의 맥락에는 다음과 같은 것이 있다.

### 조종
오만(arrogance)하거나 타인을 조종하는 사람(manipulative people)이 우쭐해하거나(boasting) 허풍떠는 것(bragging)은 고대 그리스 희극에서 허풍쟁이의 전형적 인물인 알라존(Alazon)이 처음 등장한 이후부터 줄곧 무대에서 조롱의 대상이었다. 아첨(flattery)이나 과대 선전(puffery)에서 우쭐해하는 칭찬은 비슷하게 긴 역사를 가지고 있다.
타인의 관심을 받기 위해 자신의 성취, 고난, 문제 등을 확대해석하는 것은 일상에서 발생하는 것으로, 감정표현을 확대하여 느낌을 과장하는 경우가 있다. 이는 6살 아이가 이맛살을 찌푸리고 입술을 벌벌 떨며 엄마에게 가서 괴롭힌 당한 일을 불평하는 데 보이는 것과 같다.
과장은 기만(deception)은 물론 꾀병(malingering) 수단도 된다. 책임 회피를 위해 작은 상처나 불편을 크게 부풀린다.

### 인지 왜곡
인지행동치료(Cognitive behavioral therapy)는 최소화(minimization)의 반대인 극대화(magnification)를 무의식적이고 비현실적인 정신 처리나 인지 왜곡(cognitive distortion)으로 본다. 이는 개연성 과대평가(probability overestimation)나 파국화(catastrophizing, terriblizing, awfulizing) 형태를 띤다. 이는 "아무것도 아닌 일을 크게 만드는(making a big deal out of nothing)" 형태이며, 반응적(reactive)이며 예측적(predictive)이다. 개연성 과대평가는 사건의 가능성(likelihood)을 과장하는 것을 말하지만, 파국화는 사건의 중요성(importance)을 과장하는 것이다. 과일반화(overgeneralizing) 역시 밀접한 관련이 있는데, 이는 부정적인 사건 하나를 가지고 끝없이 계속되는 실패 패턴으로 생각하는 것을 말한다.
다른 인지 과장으로는 목적 달성 이후 목표 성취의 어려움을 부풀려서 자존감(self-esteem)을 올리려는 것이 있다.
주요 우울 장애(major depressive disorder)에서 과장된 흑백논리(all-or-nothing thinking)는 자기 강화 순환(self-reinforcing cycle)을 만들 수 있다. 이런 논리는 '감정 확대자(emotional amplifier)'라고 한다. 가면 갈 수록 더 강렬해지기 때문이다. 아래는 흑백논리 유형이다.
- 내가 노력한 건 성공이거나 비참한 실패이다.
- 나 혹은 타인은 모두 선하거나 모두 악하다.
- 당신이 우리편이 아니면 당신은 우리의 적이다.[10]

#### 반동형성
반동형성(reaction formation)(Reaktionsbildung)은 불안으로 발생하거나 수용할 수 없는 것이라고 인지되는 감정이나 충동을 정반대 경향을 과장함으로써 억제하는 방어기제(defense mechanism)를 말한다.

#### 탈파국화
인지치료(cognitive therapy)에서 탈파국화(decatastrophizing, decatastrophization)는 인지 재구축(cognitive restructuring) 기법으로, 극대화나 파국화와 같은 불안(anxiety)이나 정신병(psychosis)에서 보이는 심리적 장애(psychological disorder)에서 흔히 보이는 인지 왜곡을 치료하려는 것이 목적이다.

### 병리학
정신분석(Psychoanalysis)에서는 신경증적 과장(neurotic exaggeration)이 전이(displacement) 즉 억압(repression)을 유지하는데 사용되는 과대평가(overvaluation)의 산물이라고 본다. 따라서 양가성(ambivalence)에 대한 갈등은 무의식적 혐오를 더욱 억제하기 위하여 사랑을 과장하는 방식으로 해결될 수 있다.
자기애성 인격장애(narcissistic personality disorder) 소유자들이 보이는 자기 중요성(self-importance)의 과대성(grandiosity) 역시 완벽한 성공으로부터 조금이라도 이탈된 것에 대해 가망 없는 전적인 실패로 인식하기에, 누구나 쉽게 범할 수 있는 잘못을 자신이 저지른 것에 대하여 타인이 알아차리지 못하도록 할 때에도 과장을 사용한다.
자기 극화(Self-dramatization), 연극조(theatricality), 감정의 과장된 표현(exaggerated expression of emotion)은 연극성 인격장애(histrionic personality disorder) 및 기타 클러스터 B 인격장애(Cluster B personality disorders)에서 볼 수 있다. 반면 파국화는 우울성 행동(depressive behavior), 신경증적 행동(neurotic behavior), 편집증적 행동(paranoid behavior)에서 볼 수 있다. 이들은 최악의 결과에 초점을 맞추지만 이러한 결과는 가능성이 없다. 혹은 어떤 상황이 실제로는 그저 불편한 것인데도 불구하고 견딜 수 없다거나 불가능하다고 생각하기도 한다.

### 대리 뮌하우젠 증후군
대리 뮌하우젠 증후군(Münchausen syndrome by proxy)은 논쟁적인 행동 유형(behavior pattern) 용어로, 양육자가 과장이나 조작을 행하거나, 그러한 양육자 아래에 있는 이들에게 신체적, 심리적, 행동적, 정신적 건강 문제를 유도하는 것을 말한다.